# Glasblåsarns barn (film)
Glasblåsarns barn är en svensk film från 1998 efter Maria Gripes roman med samma namn och i regi av Anders Grönros. 
I huvudrollerna som glasblåsaren och hans hustru ses Stellan Skarsgård och Pernilla August.

## Rollista i urval
| Lena Granhagen    | – Flaxa Mildväder   |
| Stellan Skarsgård | – Albert            |
| Pernilla August   | – Sofia             |
| Thommy Berggren   | – Härskaren         |
| Elin Klinga       | – Härskarinnan      |
| Oliver P. Peldius | – Klas              |
| Jasmine Heikura   | – Klara             |
| Ann-Cathrin Palme | – Nana              |
| Måns Westfelt     | – kusken            |
| Ewa Fröling       | – Nana (röst)       |
| Johan Ulveson     | – Kloke (röst)      |
| Helge Jordal      | – glasförsäljaren   |
| Margreth Weivers  | – dockförsäljerskan |
| Martin Lange      | – betjänt           |
| Peter Nystedt     | – betjänt           |

## Om filmen
Produktionen kantades av problem och avstannade stundtals helt på grund av konflikter, konkurser och överskriden budget, vilket ledde till att färdigställandet och premiären av filmen fördröjdes avsevärt; från den ursprungliga premiärdagen juldagen 1996 till den 27 februari 1998.
Glasblåsarns barn har visats i SVT, bland annat i januari 2001, i oktober 2021 och i juni 2024.

### Mottagande
Filmen belönades med två Guldbaggar: bästa foto och bästa manliga biroll (Thommy Berggren). Den nominerades för bästa kvinnliga biroll (Lena Granhagen) och bästa manuskript (Anders Grönros).
Glasblåsarns barn har visats i SVT, bland annat i januari 2001, i oktober 2021 och i juni 2024.